# جين السوسني

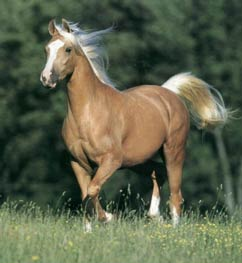
يؤدي عمل جين السوسني على الكسوة الأساس الشقراء إلى إنتاج اللون الأفضح.

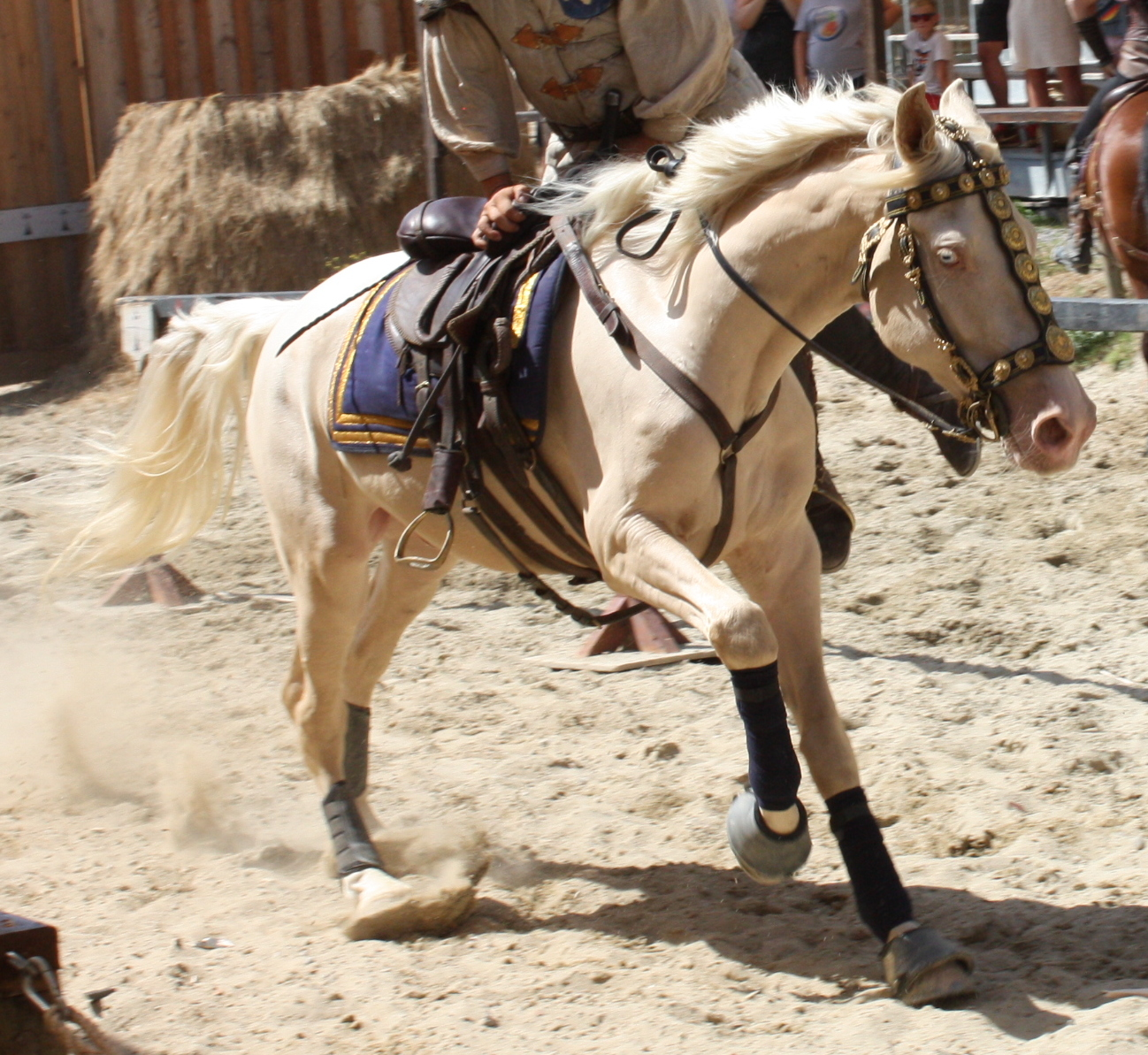
فرس سوسني اللون في قرقشونة، فرنسا

جين السَّوْسَنِيّ أو جين القِشْدِيّ مسؤول عن عدد من ألوان كسوة الخيول. الخيول التي تحمل جين السوسني بالإضافة إلى لون الكسوة الأساسي الذي هو الأشقر سوف تصبح فضحاءً إذا كانت متغايرة الزيغوت، أي تحتوي على نسخة واحدة من جين السوسني، وتكون سَوْسَنِيّةً (Cremello) إذا كانت متماثلة الزيغوت. على نحو مماثل، فإن الخيول ذات الكسوة الأساس الكُمَيْت وجين السوسني ستكون غبساء اللون أو برلينو (Perlino). تتحول الكسوة الأساس السوداء التي تحتوي على جين الكريم إلى اللون الأدهم المدخن أو السوسني المدخن غير المعترف به دائمًا. الخيول السوسنية، حتى تلك ذات العيون الزرقاء، ليست خيولاً بيضاء. كما أن التلوين بالتخفيف لا يرتبط بأي من أنماط البَقَع.